# پیر پائیزی
پیر پائیزی، عطر پائیزی (نام علمی: Dittrichia) نام یک سرده از تیره کاسنیان است.